# Diachromus germanus
Diachromus germanus är en skalbaggsart som först beskrevs av Carl von Linné 1758.  Diachromus germanus ingår i släktet Diachromus, och familjen jordlöpare. Arten har ej påträffats i Sverige.

## Bildgalleri

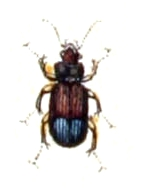
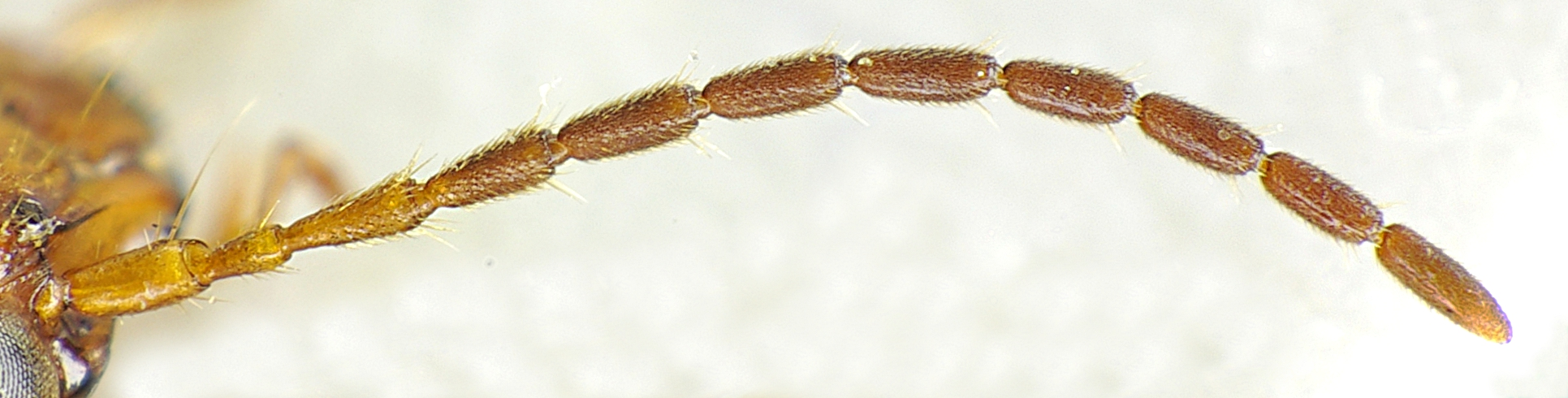
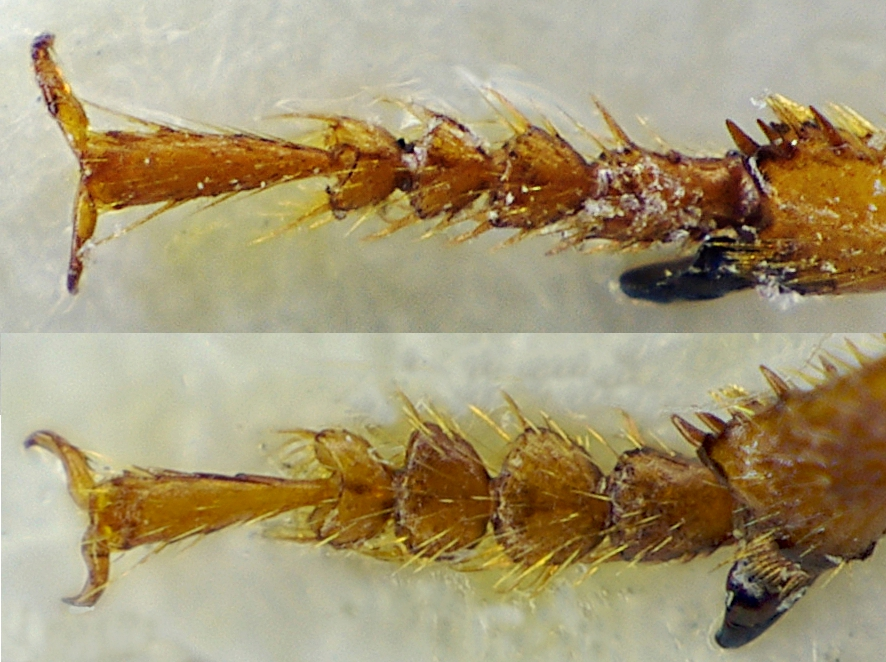
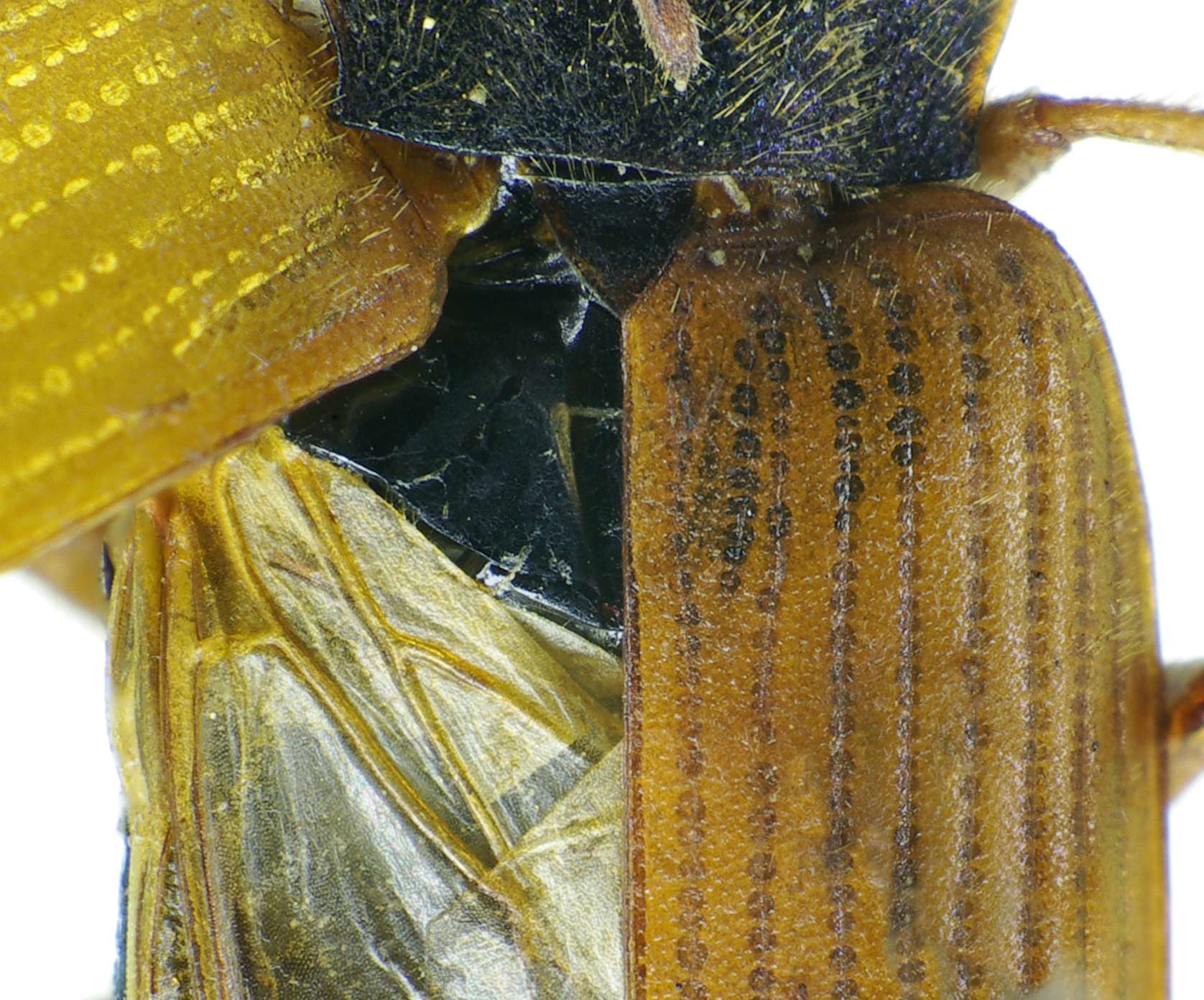
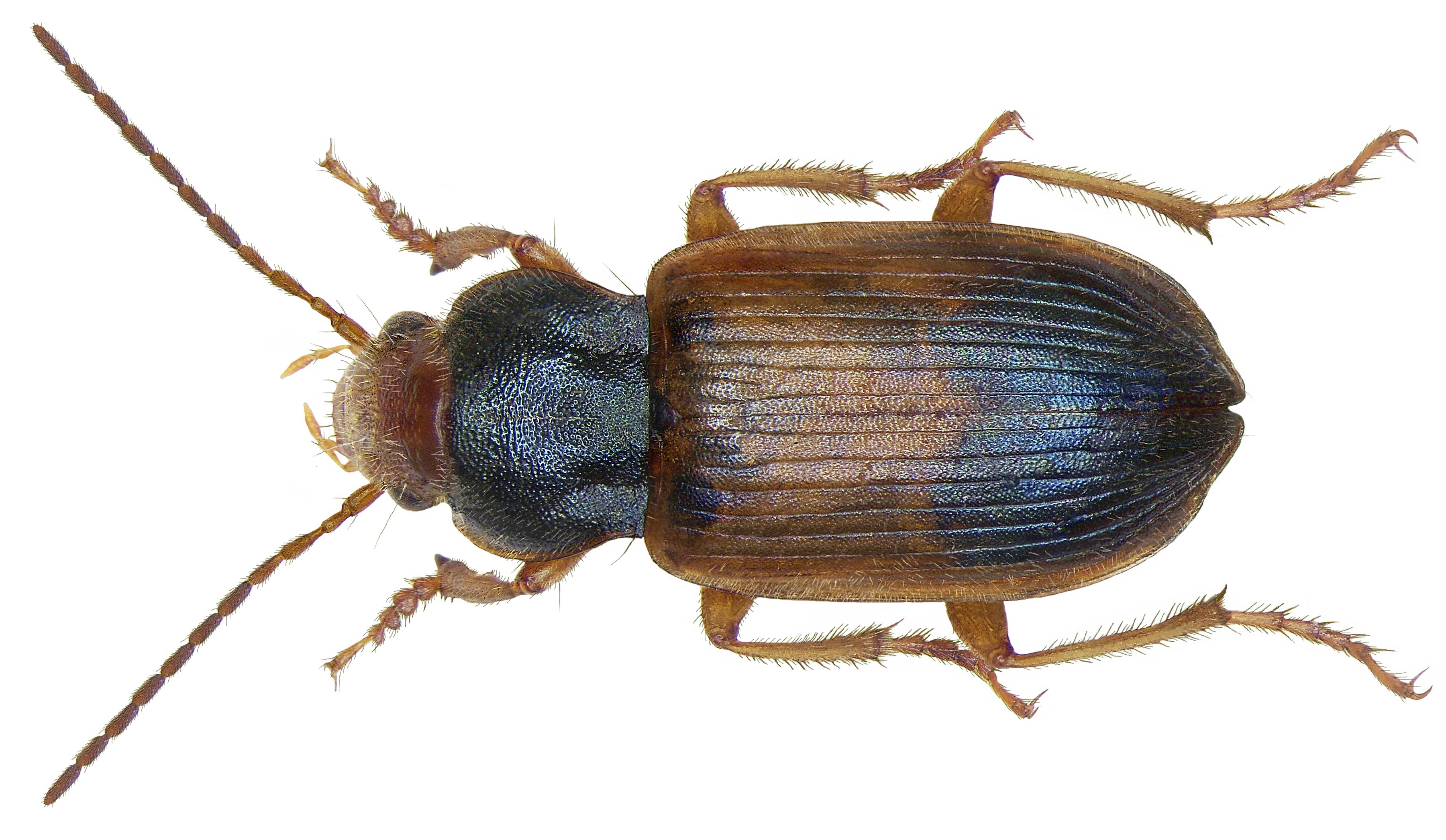